# Classic Songs
Classic Songs (título original: Impact: Songs That Changed the World o también Impact! Songs That Changed the World) es una miniserie documental canadiense lanzada en DVD de 2007 que recopila las más recordadas y sonadas canciones que han impactado en el mundo de la música. 
Los panelistas, conocedores del ámbito, y fanáticos rememoran los sencillos y sus consecuentes impactos socioculturales en la cultura occidental.

## Emisión
En Finlandia se estrenó por primera vez el 12 de enero de 2007.
En América Latina, el programa comenzó a ser transmitido por VH1 Latinoamérica todos los lunes a las 10:00 p. m. a partir del 7 de julio de 2008. El último episodio transmitido se dio el 1° de septiembre de 2008, no obstante sólo se emitieron 9 de los 12 episodios en total de la serie en dicho canal, pues el lunes 8 de septiembre fue reemplazada por el estreno del reality show, Old Skool with Terry & Gita.

## Estreno en DVD
La serie está originalmente concebida para ser estrenada en DVD, y cada documental por canción puede ser conseguido de forma individual en Amazon.com. El formato en que fueron lanzados fue NTSC, aunque sólo disponibles para la región 1 (Canadá y Estados Unidos únicamente).

## Episodios
| Episodio | Artista/Canción                        | Fecha de emisión en VH1 Latinoamérica | Sinopsis |
| -------- | -------------------------------------- | ------------------------------------- | --- |
| 1        | Nirvana: Smells Like Teen Spirit       | 7 de julio de 2008                    | La clásica canción noventera es explorada a fondo, como una marca clásica del grunge.                                                                                                 |
| 2        | The Beatles: I Want to Hold Your Hand  | 14 de julio de 2008                   | Nuevas tendencias revolucionarias y creativas con un toque rebelde a cargo del grupo de rock británico.                                                                               |
| 3        | The Bee Gees: Stayin' Alive            | 21 de julio de 2008                   | La música disco setentera era lo máximo hasta que llegó a ser considerada un peligro para el estilo de vida estadounidense.                                                           |
| 4        | Elvis Presley: Heartbreak Hotel        | 28 de julio de 2008                   | En los años 1950, una canción sobre el rompimiento de una relación sentimental adquiere remembranza dentro de los albores del Rock and roll.                                          |
| 5        | Madonna: Like a Virgin                 | 4 de agosto de 2008                   | La canción con la que la mayor parte de la gente relaciona a Madonna y que la posicionó en el camino decisivo de su carrera, es explorada como un impacto en los jóvenes de la época. |
| 6        | Band Aid: Do They Know It's Christmas? | 11 de agosto de 2008                  | Una canción de temática navideña hecha por caridad para ayudar a Etiopía obtiene el cariño de la humanidad.                                                                           |
| 7        | The Ramones: I Wanna Be Sedated        | 18 de agosto de 2008                  | Una de las canciones más famosas del punk rock es explorada desde sus inicios como emblema de rebeldía.                                                                               |
| 8        | Run DMC y Aerosmith: Walk This Way     | 25 de agosto de 2008                  | La unión de un grupo de rock y uno de rap se unen en una singular colaboración ochentera.                                                                                             |
| 9        | Bob Marley: I Shot the Sheriff         | 1° de septiembre de 2008              | A inicios de los años 70, una canción de reggae alcanza éxito inminente dentro de la música afroamericana.                                                                            |

### Episodios no transmitidos
También hubo episodios inéditos que no se estrenaron en VH1 Latinoamérica, aunque no se han confirmado si se emitirán, dichos episodios (no necesariamente enlistados por orden cronológico de lanzamiento) son los siguientes:
- Aretha Franklin: Respect (Ficha en IMDb)
- Chuck Berry: Maybellene (Ficha en IMDb)
- Shania Twain: Any Man of Mine (Ficha en IMDb)